# Synalpheus herdmaniae
Synalpheus herdmaniae is een garnalensoort uit de familie van de Alpheidae. De wetenschappelijke naam van de soort is voor het eerst geldig gepubliceerd in 1938 door Lebour.